# Michel Bierlaire
Michel Bierlaire (Namen, 1967) is een Belgisch-Zwitserse toegepaste wiskundige, gespecialiseerd in transportmodellering en -optimalisatie. Hij is professor aan EPFL.

## Onderzoek
Het onderzoek van Bierlaire richt zich op het ontwikkelen van wiskundige modellen die de complexiteit van het mobiliteitsgedrag van individuen en goederen voor alle transportmodi repliceren. Hij streeft ernaar oplossingen te ontwikkelen voor transportproblemen die ook de implicaties van mobiliteit op onder meer milieu, landgebruik en economie omvatten.
Zijn werk omvat het volgende: 
- modellering van reisgedrag door gebruik te maken van op keuzes en activiteiten gebaseerde modellen
- ontwikkeling van operationele onderzoeksmodellen op basis van voertuigroutering, planning en dienstregeling
- bundeling van deze modellen

Zijn verdere interesses omvatten intelligente transportsystemen en de reproductie van stroompatronen van voetgangers.
Hij creëert en test wiskundige modellen en algoritmen voor toepassingen in operationeel onderzoek, waaronder continue en discrete optimalisatie, wachtlijntheorie, grafen en simulatie. Naast implementaties in de analyse van de transportvraag, wordt zijn werk ook gebruikt in andere domeinen, zoals marketing en beeldanalyse.
Zijn onderzoek richt zich naast wiskunde ook op computer vision, beeldanalyse, ziekenhuismanagement en marketing.

### Biogeme
Bierlaire is de hoofdontwikkelaar van Biogeme, een open source-project dat de maximale waarschijnlijkheidsschatting van parametrische discrete keuzemodellen uitvoert. Het werkt binnen het raamwerk van Pandas, een Python-bibliotheek.

## Onderwijs
Bierlaire heeft een aantal online cursussen ontwikkeld, één over discrete keuzemodellen, en drie over optimalisatie. Samen met Moshe Ben-Akiva van MIT, Daniel McFadden en Joan Walker, beiden van de University of California, Berkeley, biedt hij een cursus aan over "Discrete Choice Analysis: Predicting Individual Behavior and Market Demand".